# Jacobs frestelse
Jacobs frestelse är en dansk-svensk dramafilm från 2001 i regi av Jan Glud och Håkan Norberg. I rollerna ses bland andra Jacob Mohlin, Diana Jacobsson och Maria Lindström.

## Handling
Jacob och Amanda ska gifta sig. Han vill bort från sitt stökiga ungkarlsliv bakom sig och bli en stadgad man. Amanda utsätter dock honom för ett sista test när hon bjuder in sin väninna Filippa att bo hos dem en tid. Filippa är attraktiv och uppträder som hon är intresserad av Jacob.

## Rollista
- Jacob Mohlin – Jacob Nilsson
- Diana Jacobsson – Amanda Masinski
- Maria Lindström – Filippa Fernström
- Elin Carlzon – Nadja Tagg
- Ove Wolf – Johan Falkby
- Kent Andersson – Roman Masinski
- Jesper Malm – Lars Brandeby
- Anneli Martini – Vera Masinski
- Lena Brogren – gammelmormor
- Carl Netterberg – Måns Werner
- Torbjörn Odlöw – Göran Tillström
- Ines Sebalj – Linda Falkby
- Jennie Sjöholm – Erika Beyle
- Marcus Palm – mäklaren

## Om filmen
Jacobs frestelse producerades av Håkan Bjerking för Bjerking Produktion AB, Film i Väst AB och Egmont Entertainment A/S. Den spelades in i Trollhättan efter ett manus av Glud och Norberg. Fotograf var Mats Kjellgren och klippare Tomas Täng. Musiken komponerades av Lars Åkerlund. Filmen släpptes på video i november 2001 och visades 2004 i TV4.